# Travedona-Monate
Travedona-Monate est une commune italienne de la province de Varèse dans la région Lombardie en Italie.

## Toponyme
La première partie vient du latin intra (entre) ou trans (jusque) et vedona (abetona), soit entre la forêt de sapins.
Une hypothèse récente parle du latin trapetum (torche). 
La seconde partie vient du nom latin de personne Mon(n)us avec l'ajout du suffixe -ate ou du latin lamone, augmentatif de lama : maraîs, en référence au petit lac de Monate.

## Administration
| Période                                  | Période  | Identité              | Étiquette | Qualité  |
| ---------------------------------------- | -------- | --------------------- | --------- | -------- |
| 2009                                     | En cours | Andrea Colombo        | Lega Nord |          |
| 2004                                     | 2009     | Giovanni A. Franzetti | aucun     | Assureur |
| Les données manquantes sont à compléter. |          |                       |           |          |

### Hameaux
Faraona, Giardinetto, Piane, Molini, C.na Carolina, C.na Lanchè, C.na Tomasina, Villa Rucellai, Darsena, Chiosetto, Fornace, Moncucco, Ronco, Montebello, C. Piedimonte, C.na Zavattè